# Kerry Hore
Kerry Hore, född den 3 juli 1981 i Hobart i Australien, är en australisk roddare.
Hon tog OS-brons i scullerfyra i samband med de olympiska roddtävlingarna 2004 i Aten.